# Simeon Bulgaru
Simeon Bulgaru (n. 26 mai 1985 la Chișinău) este un fotbalist din Republica Moldova care în prezent evoluează la clubul Volga Nijni Novgorod din Prima Ligă Rusă.

## Cariera la națională
Simeon Bulgaru a fost selecționat la echipa națională de fotbal a Moldovei în 2007, disputând patru meciuri pentru ea.
Pe 29 mai 2010, el a marcat primul său gol internațional, în înfrângerea cu 2:3 din amicalul cu echipa națională de fotbal a Emiratelor Arabe Unite.